# Sporttoerisme
Sporttoerisme is een vorm van toerisme.
Deze vorm houdt in dat mensen tijdens een vakantie enkel gaan sporten. In de winter om te Wintersporten door te skiën, snowboarden of langlaufen in de Alpen. In de zomer op reis gaan om te roeien, tennissen, golfen zijn hier voorbeelden van. Men kan bijvoorbeeld ook op survival gaan in de Ardennen (Alpinisme, abseilen, wildwaterkanoën). Maar ook naar de Caraïbische eilanden of de Middellandse Zee gaan om te snorkelen of diepzeeduiken kan men tot deze vorm van toerisme rekenen.
Diverse onderwijsinstellingen en bedrijven stimuleren deze vorm van vakantie en organiseren ze zelfs. Veel reisbureaus haken hier op in en bieden aan jongeren speciale "sportvakanties" aan, in de vorm van allerlei activiteiten.
Ook naar het buitenland reizen om sportwedstrijden te gaan bekijken valt onder deze vorm van toerisme.